# Mirepoix, Gers
Mirepoix är en kommun i departementet Gers i regionen Occitanien i sydvästra Frankrike. Kommunen ligger i kantonen Auch-Nord-Ouest som tillhör arrondissementet Auch. År 2022 hade Mirepoix 229 invånare.

## Befolkningsutveckling
Antalet invånare i kommunen Mirepoix
Referens:INSEE